# Катавия
Катави́я (греч. Κατταβία), также Катавья́ (Каттавия́, Κατταβιά) — село в Греции, на Родосе в южной части Эгейского моря, к северу от одноимённого мыса. Административно относится к общине Родос в периферийной единице Родос в периферии Южные Эгейские острова. Расположено на высоте 53 м над уровнем моря. Население 278 человек по переписи 2011 года.

## Сообщество
Сообщество Катавия (Κοινότητα Κατταβίας) создано в 1948 году (ΦΕΚ 248Α). В сообщество входит четыре населённых пункта. Население 307 человек по переписи 2011 года. Площадь 97,241 км².
| Населённый пункт    | Население (2011), человек |
| ------------------- | ------------------------- |
| Айос-Павлос         | 20                        |
| Катавия             | 278                       |
| Махерья             | 9                         |
| Прасонисион (Фарос) | 0                         |

## Население
| Год  | Население, человек |
| ---- | ------------------ |
| 1991 | 313                |
| 2001 | 416                |
| 2011 | ↘ 278              |